# 卓路特河
卓路特河也称居勒特河、尧尔特河、交尔特河，是一条流经蒙古国巴彦乌列盖省和中华人民共和国新疆维吾尔自治区地区的跨国河流，为喀拉额尔齐斯河左岸支流。发源于蒙古国巴彦乌列盖省萨格赛苏木西南阿勒泰塔弯柏格多国家公园阿尔泰山南坡，在中蒙边界19号界标处由东北向西南进入中国新疆阿勒泰地区，成为福海县与富蕴县之间的界河，蜿蜒向南注入喀拉额尔齐斯河。河流全长103千米，流域面积3334平方千米，其中蒙古国境内集水面积975平方千米。